# 卡尔德纳斯 (拉里奥哈自治区)
卡尔德纳斯，是西班牙拉里奥哈自治区的一个市镇。总面积4平方公里，总人口224人（2001年），人口密度56人/平方公里。